# Any
《Any》，是日本樂團Mr.Children的第23張單曲。2002年7月10日發行。

## 簡介
是Mr.Children因為主唱櫻井和壽小腦梗塞入院而暫停活動之前的最後一張單曲。
主歌《Any》風格活潑，用簡單而又犀利的歌詞探討人生的真真假假，但是又不失希望與前進的動力。作為NTT DoCoMo十週年活動的廣告歌。
總銷量50.9萬張，是2002年度日本單曲銷量第13位。

## 收錄曲目
1. Any
作詞、作曲：櫻井和壽；編曲：小林武史 & Mr.Children
2. I'm sorry
作詞、作曲：櫻井和壽；編曲：小林武史 & Mr.Children

## 外部連結
- 唱片介紹（页面存档备份，存于） Mr.Children官方網站